# Snap! (informatica)
Snap! è un programma educativo basato su browser e che consente di creare applicativi in modo grafico e guidato utilizzando blocchi da far corrispondere tra loro come tasselli.
Snap! 4.0 non richiede l'installazione locale e lavora in modo nativo via browser.

## Storia
Snap! 4.0 e il suo predecessore BYOB furono sviluppati da Jens Mönig per Windows, macOS o Linux, con design e documentazione fornita da Brian Harvey della University of California, Berkeley ed è stato utilizzato per corsi di CS come "The Beauty and Joy of Computing".

## Piattaforme
Snap! 4.0 lavora su periferiche iOS, macOS, Windows e Linux, in quanto implementato in JavaScript usando le API Canvas di HTML5, mentre Scratch 2.0 è sviluppato in Flash e lavora solo sulle ultime tre piattaforme.